# Adicella balcanica
Adicella balcanica là một loài Trichoptera trong họ Leptoceridae. Chúng phân bố ở miền Cổ bắc.